# Krystyna Pabjańczyk-Likszo
Krystyna Likszo z domu Pabjańczyk (ur. 5 lutego 1940 w Łodzi, zm. 4 sierpnia 2015 w Krakowie) – polska koszykarka. Reprezentantka i mistrzyni Polski, medalistka mistrzostw Europy (1968).

## Życiorys

### Kariera klubowa
Była wychowanką klubu Resursa Łódź, w której jej trenerem był Mieczysław Pawlak. Od 1959 występowała w drużynie Wawelu Kraków. Zdobyła z tą drużyną trzykrotnie wicemistrzostwo Polski (1960, 1961 i 1962). Od 1963 była zawodniczką Wisły Kraków, z którą sięgnęła siedmiokrotnie po mistrzostwo (1963, 1964, 1965, 1966, 1968, 1970 i 1971) i dwukrotnie po wicemistrzostwo Polski (1967 i 1972). W sezonie 1968/1969 przebywała na urlopie macierzyńskim i jeden tytuł mistrzowski Wisły ją ominął. Od 1972 występowała w klubach francuskich.

### Kariera reprezentacyjna
Wystąpiła w 116 spotkaniach reprezentacji Polski w koszykówce kobiet, w tym pięciokrotnie w turniejach finałowych mistrzostw Europy w koszykówce kobiet: w 1960 (4. miejsce), 1962 (6. miejsce), 1964 (5. miejsce), 1966 (8. miejsce) oraz 1968 (3. miejsce), a także raz w mistrzostwach świata w koszykówce kobiet w 1959 (5. miejsce).
Była absolwentką Akademii Wychowania Fizycznego w Krakowie. Po zakończeniu kariery sportowej pracowała jako nauczycielka w szkołach krakowskich i jako trenerka minibasketu. Była starszą siostrą koszykarki Zdzisławy Pabjańczyk-Ogłozińskiej i żoną koszykarza Bohdana Likszo. Pochowana na cmentarzu Batowickim w Krakowie (kw. A9-8-15).

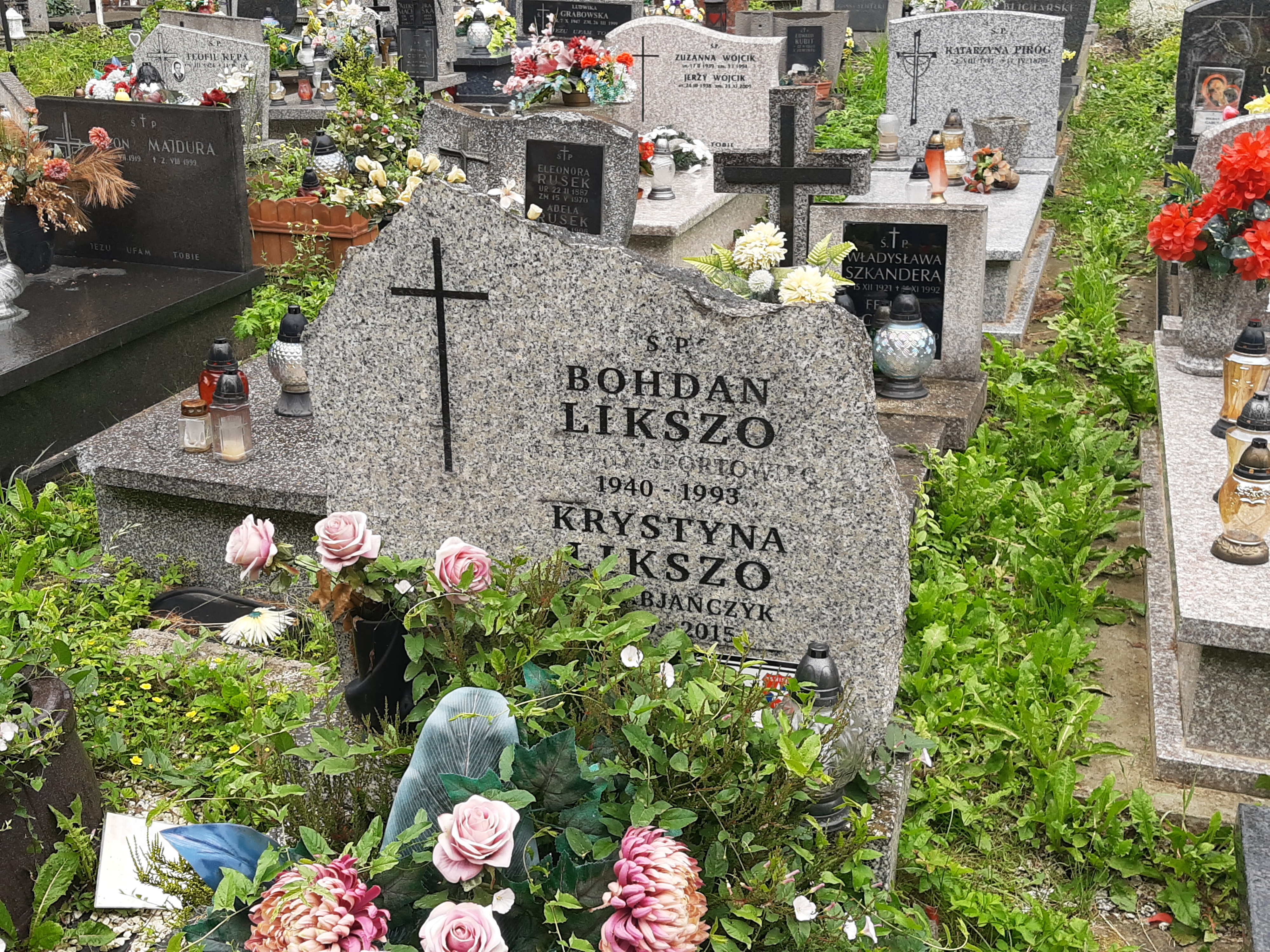
Grób Bohdana i Krystyny Likszo na Cmentarzu Prądnik Czerwony